# Boston Beer Company
La Boston Beer Company è una azienda statunitense di produzione della birra fondata nel 1984 da Jim Koch.

## Storia[1][2]
L'azienda è stata fondata da Jim Koch, manager del Boston Consulting Group. Koch era un appassionato di birra ed iniziò a produrre birra artigianale nel proprio garage, perfezionando la propria ricetta, fino al punto di stipulare un contratto per la produzione in larga scala con la Pittsburgh Brewing Company. Egli scelse di chiamare la sua birra Samuel Adams in onore del patriota americano omonimo. A metà degli anni novanta Koch rilevò il vecchio birrificio Hudepohl-Schoenling Brewery riducendo la quota prodotta da terze parti ed in seguito espandendo le sue attività avviando una fabbrica di produzione di sidro chiamata Angry Orchard.

## Marchi
L'azienda produce circa  50 birre vendute da 4 marchi:
- Samuel Adams
- Angry Orchard
- Twisted Tea
- Truly Spiked & Sparkling